# 장정숙
장정숙(張貞淑, 1952년 1월 17일~)은 대한민국의 정치인으로, 제20대 국회의원이다.
제15대 법무부 장관과 제7·8·9·10대 국회의원을 지낸 장영순의 딸이다.

## 학력
- 서울덕수국민학교 졸업
- 계성여자중학교 졸업
- 경기여자고등학교 졸업
- 서울대학교 음악대학 성악 학사
- 연세대학교 교육대학원 음악교육학 석사

## 경력
- 2007.02 ~ 아침을 여는 여성 평화모임 공동대표
- 2010.07 ~ 2014.06 민선 5기 제8대 서울특별시의회 의원
  - 2010.07 ~ 2010.11 제8대 서울특별시의회 문화관광위원회 위원
  - 2010.08 ~ 2011.08 제8대 서울특별시의회 윤리특별위원회 위원
  - 2010.08 ~ 2012.08 제8대 서울특별시의회 여성특별위원회 위원
  - 2010.10 ~ 2011.10 제8대 서울특별시의회 해외문화재찾기특별위원회 위원
  - 2010.11 ~ 2012.07 제8대 서울특별시의회 문화체육관광위원회 위원
  - 2013.06 ~ 2014.06 제8대 서울특별시의회 여성특별위원회 위원장
- 2016.05 ~ 2017.05 국민의당 원내부대표(공보)
- 2016.05 ~ 2017.05 국민의당 원내대변인
- 2016.05 ~ 2020.05 제20대 국회의원(비례대표, 국민의당→바른미래당→민생당)
  - 2016.06 ~ 2017.05 제20대 국회 전반기 운영위원회 위원
  - 2016.06 ~ 2017.05 제20대 국회 전반기 안전행정위원회 위원
  - 2016.07 ~ 2017.07 제20대 국회 지방재정분권특별위원회 간사
  - 2017.05 ~ 2018.05 제20대 국회 전반기 교육문화체육관광위원회 위원
  - 2018.07 ~ 2020.05 제20대 국회 후반기 보건복지위원회 위원
- 2017.01 ~ 2017.05 국민의당 제1정책조정위원회 위원장
- 2017.05 ~ 2018.02 국민의당 원내대표 비서실장
- 2017.06 ~ 2018.02 국민의당 조직강화특별위원회 위원
- 2017.07 ~ 2017.08 국민의당 전당대회준비위원회 홍보분과위원장
- 2018.01 ~ 2018.02 민주평화당 창당추진위원회 대변인
- 2018.03 ~ 2019.08 민주평화당 대변인
- 2018.09 ~ 2019.08 민주평화당 정책위원회 수석부의장
- 2018.09 ~ 2019.08 민주평화당 제4정책조정위원회 위원장(복지환노여가교육문체)
- 2019.07 ~ 2020.02 대안신당(옛 이름 변화와 희망의 대안정치연대) 대변인
- 2020.01 ~ 2020.02 대안신당 원내대표
- 2020.01 ~ 2020.02 대안신당 수석대변인
- 2020.02 ~ 2020.05 민생당 원내대표
- 2022 ~ 2024 더불어민주당 복당
- 2024.03 ~ 새로운미래 입당

## 역대 선거 결과
|  | 40.99% |

|  | 48.22% |

|  | 26.74% |

|  | 2.71% |

## 소속 정당
| 소속 정당 | 소속 정당      | 소속 기간 | 비고           |
| --------- | -------------- | --------- | -------------- |
|           | 민주당         | 2010~2011 | 정계 입문      |
|           | 민주통합당     | 2011~2013 | 합당           |
|           | 민주당         | 2013~2014 | 당명 변경      |
|           | 새정치민주연합 | 2014~2015 | 합당           |
|           | 무소속         | 2015~2016 | 탈당           |
|           | 국민회의       | 2016      | 창당준비위원회 |
|           | 국민의당       | 2016~2018 | 합당           |
|           | 바른미래당     | 2018~2020 | 합당           |
|           | 민생당         | 2020~2022 | 합당           |
|           | 무소속         | 2022      | 탈당           |
|           | 더불어민주당   | 2022~2024 | 복당           |
|           | 무소속         | 2024      | 탈당           |
|           | 새로운미래     | 2024      | 입당           |
|           | 새미래민주당   | 2024~현재 | 당명 변경      |

## 같이 보기
- 대한민국 제2ㅔ대 국회의원 선거 국민의당 후보 목록#비례대표